# 1568 год
1568 (ты́сяча пятьсо́т шестьдеся́т восьмо́й) год  по юлианскому календарю — високосный год, начинающийся в четверг. Это 1568 год нашей эры, 8‑й год 7‑го десятилетия XVI века 2‑го тысячелетия, 9‑й год 1560‑х годов. Он закончился 457 лет назад.
| Пн | Вт | Ср | Чт | Пт | Сб | Вс |
|    |    |    | 1  | 2  | 3  | 4  |
| 5  | 6  | 7  | 8  | 9  | 10 | 11 |
| 12 | 13 | 14 | 15 | 16 | 17 | 18 |
| 19 | 20 | 21 | 22 | 23 | 24 | 25 |
| 26 | 27 | 28 | 29 | 30 | 31 |    |

| Пн | Вт | Ср | Чт | Пт | Сб | Вс |
|    |    |    |    |    |    | 1  |
| 2  | 3  | 4  | 5  | 6  | 7  | 8  |
| 9  | 10 | 11 | 12 | 13 | 14 | 15 |
| 16 | 17 | 18 | 19 | 20 | 21 | 22 |
| 23 | 24 | 25 | 26 | 27 | 28 | 29 |

| Пн | Вт | Ср | Чт | Пт | Сб | Вс |
| 1  | 2  | 3  | 4  | 5  | 6  | 7  |
| 8  | 9  | 10 | 11 | 12 | 13 | 14 |
| 15 | 16 | 17 | 18 | 19 | 20 | 21 |
| 22 | 23 | 24 | 25 | 26 | 27 | 28 |
| 29 | 30 | 31 |    |    |    |    |

| Пн | Вт | Ср | Чт | Пт | Сб | Вс |
|    |    |    | 1  | 2  | 3  | 4  |
| 5  | 6  | 7  | 8  | 9  | 10 | 11 |
| 12 | 13 | 14 | 15 | 16 | 17 | 18 |
| 19 | 20 | 21 | 22 | 23 | 24 | 25 |
| 26 | 27 | 28 | 29 | 30 |    |    |

| Пн | Вт | Ср | Чт | Пт | Сб | Вс |
|    |    |    |    |    | 1  | 2  |
| 3  | 4  | 5  | 6  | 7  | 8  | 9  |
| 10 | 11 | 12 | 13 | 14 | 15 | 16 |
| 17 | 18 | 19 | 20 | 21 | 22 | 23 |
| 24 | 25 | 26 | 27 | 28 | 29 | 30 |
| 31 |    |    |    |    |    |    |

| Пн | Вт | Ср | Чт | Пт | Сб | Вс |
|    | 1  | 2  | 3  | 4  | 5  | 6  |
| 7  | 8  | 9  | 10 | 11 | 12 | 13 |
| 14 | 15 | 16 | 17 | 18 | 19 | 20 |
| 21 | 22 | 23 | 24 | 25 | 26 | 27 |
| 28 | 29 | 30 |    |    |    |    |

| Пн | Вт | Ср | Чт | Пт | Сб | Вс |
|    |    |    | 1  | 2  | 3  | 4  |
| 5  | 6  | 7  | 8  | 9  | 10 | 11 |
| 12 | 13 | 14 | 15 | 16 | 17 | 18 |
| 19 | 20 | 21 | 22 | 23 | 24 | 25 |
| 26 | 27 | 28 | 29 | 30 | 31 |    |

| Пн | Вт | Ср | Чт | Пт | Сб | Вс |
|    |    |    |    |    |    | 1  |
| 2  | 3  | 4  | 5  | 6  | 7  | 8  |
| 9  | 10 | 11 | 12 | 13 | 14 | 15 |
| 16 | 17 | 18 | 19 | 20 | 21 | 22 |
| 23 | 24 | 25 | 26 | 27 | 28 | 29 |
| 30 | 31 |    |    |    |    |    |

| Пн | Вт | Ср | Чт | Пт | Сб | Вс |
|    |    | 1  | 2  | 3  | 4  | 5  |
| 6  | 7  | 8  | 9  | 10 | 11 | 12 |
| 13 | 14 | 15 | 16 | 17 | 18 | 19 |
| 20 | 21 | 22 | 23 | 24 | 25 | 26 |
| 27 | 28 | 29 | 30 |    |    |    |

| Пн | Вт | Ср | Чт | Пт | Сб | Вс |
|    |    |    |    | 1  | 2  | 3  |
| 4  | 5  | 6  | 7  | 8  | 9  | 10 |
| 11 | 12 | 13 | 14 | 15 | 16 | 17 |
| 18 | 19 | 20 | 21 | 22 | 23 | 24 |
| 25 | 26 | 27 | 28 | 29 | 30 | 31 |

| Пн | Вт | Ср | Чт | Пт | Сб | Вс |
| 1  | 2  | 3  | 4  | 5  | 6  | 7  |
| 8  | 9  | 10 | 11 | 12 | 13 | 14 |
| 15 | 16 | 17 | 18 | 19 | 20 | 21 |
| 22 | 23 | 24 | 25 | 26 | 27 | 28 |
| 29 | 30 |    |    |    |    |    |

| Пн | Вт | Ср | Чт | Пт | Сб | Вс |
|    |    | 1  | 2  | 3  | 4  | 5  |
| 6  | 7  | 8  | 9  | 10 | 11 | 12 |
| 13 | 14 | 15 | 16 | 17 | 18 | 19 |
| 20 | 21 | 22 | 23 | 24 | 25 | 26 |
| 27 | 28 | 29 | 30 | 31 |    |    |

## События
- 1493—1593 — Столетняя хорватско-османская война. Серия вооружённых конфликтов между Королевством Хорватия и Османской империей[1].
- 1507—1622 — Португало-персидская война. Ряд вооружённых конфликтов между колониалистской Португалией и вассальным Ормузом, с одной стороны, и Сефевидской империей, поддерживаемой англичанами, с другой[2].
- 1511—1641 — Малайско-португальская война. Вооружённый конфликт XVI-XVII веков, в котором Малаккский султанат при поддержке империи Мин, Голландской Ост-Индской компании (с 1607) и Джохора безуспешно сопротивлялся Португальской империи, стремившейся захватить Малакку и установить контроль над торговлей между Индией и Китае[3].
- 1558—1583 — Ливонская война[4].
- 1560—1570 — Монгольское завоевание Малвы[5].
- 1563—1570 — Датско—шведская война[6].
- 1566—1568 — окончание Австро—турецкой войны[7].
  - 17 февраля — подписан Адрианопольский мирный договор[8].
- 1566—1609 — первый этап Нидерландской буржуазной революции (Восьмидесятилетняя война). Религиозно-идеологическая, политическая и социально-экономическая борьба Семнадцати провинций за независимость от испанского владычества[9].
  - 25 апреля — битва у Дальхайма[10].
  - 23 мая — битва при Гейлигерлее[11].
  - 21 июля — битва при Йеммингене[12].
- 1567—1568 — закончилась Вторая гугенотская война[13].
  - 28 февраля—15 марта — осада Шартра[14].
- 1568—1569 — началась третья Сиамо-бирманская война[15].
- 1568—1570 — началась Третья гугенотская война[13].
- 1568—1572 — феодал Ода Нобунага достиг значительного успеха в борьбе со своими противниками. Он захватил Киото и ряд владений вокруг него. Часть владений он передал полководцам Хидэёси и Токугава. С их помощью он заставил других феодалов центральной части Хонсю признать его власть.
- 5 июня — казнь Эгмонта и Горна (Нидерланды).
- 24 июля — в Мадриде в заключении умер наследник испанского престола дон Карлос, вступивший в конфликт со своим отцом, королём Испании Филиппом II[16].
- Подавление крестьянского восстания в Северной Голландии. Рыбаки и матросы Голландии, Фрисландии и Зеландии — «морские гёзы» — начали борьбу с испанцами на море, базируясь на портах Англии. Вильгельм собрал силы в Германии и вторгся в Нидерланды. Поражение Вильгельма под Далемом. Битва при Гейлигерлее (Гронинген).
- Начало восстания морисков в Андалусии.
- Арианский (антитринитаристский) синод в Польше.
- Осада Рантхамбора могольской армией (70 000 чел.) под предводительством императора Акбара.
- В результате заговора Эрик XIV свергнут братьями Юханом III и Карлом IX, арестован и заключён в Эрбюхус, где и скончался (ум. 1577). Королём стал личный враг Ивана Грозного — Юхан III, женатый на сестре Сигизмунда II Августа. Это вызвало попытки русского правительства вытеснить Швецию из Прибалтики военным путём[17].
- После прихода к власти в Швеции короля Юхана III, женатого на сестре Сигизмунда II Августа, улучшились шведско-польские отношения[18].
- Поход Хак-Назар-хана на Ногайскую Орду. Поход закончился разгромом ногайцев и отступлением казахов из-под Астрахани[19].
- Острова Тувалу были открыты испанским мореплавателем Альваро Менданьей де Нейрой.

## Русское государство
Царствование: 1533—1584 — Иван IV Васильевич Грозный
- 1561—1570 — Русско-литовская война. Один из эпизодов Ливонской войны по А.И. Филюшкину[17].
- 1568—1570 — началась Русско-турецкая война.
- 1558—1583 — Ливонская война[17].
- Зима 1567/1568 — во исполнение решения Церковного собора 1567 года, Филипп II (Колычев) хиротонил:
  - 2 февраля — Лаврентия, игумена волоколамского Иосифова в честь Успения Пресвятой Богородицы мужского монастыря, в епископа Казанского и Свияжского[20].
  - Антония (будущего митрополита Московского и всея Руси) игумена московского Новоспасского в честь Преображения Господня мужского монастыря на Полоцкую кафедру[20].
- 1565—1572 — Опричнина[21].
  - 24 марта — во время богослужения в Успенском соборе Московского Кремля происходит открытое столкновение Ивана Грозного с митрополитом Филиппом II, который обвинил царя в жестокости по отношению к подданным. Царь попытался прервать митрополита, но тот отказал ему в благословении, и царь в гневе покинул собор[22].
  - Весна — осень — казни по делу боярина И.П. Фёдорова. Лица внесены в Синодик опальных[23].
  - Весна и лето — Филипп II публично осудил опричные казни[20].
  - Май — Иван Грозный по рекомендации английской королевы Елизаветы I принимает к себе на службу известного бельгийского медика Арнольда Лензея, награждает его и зачисляет в опричнину[22].
  - 11 сентября — казнён боярин Иван Петрович Фёдоров-Челяднин[22].
  - 4 ноября — по настоянию царя, специально созванный заочный Церковный собор отстраняет митрополита Филиппа II от кафедры, но митрополит этого решения не признал[22][20].
  - 8 ноября — в Успенский собор Московского Кремля ворвались опричники, сорвали с Филиппа II святительское облачение и вывезли его в московский в честь Богоявления мужской монастырь, затем он был переведён в московский Греческий во имя святителя Николая мужской монастырь. Вскоре он был отправлен в ссылку в Тверской Отроче монастырь, где и был задушен в конце 1569 года[22][20].
  - Осень — этим временем датируется новая волна опричный репрессий[22].
  - Ноябрь — церковный собор избирает нового митрополита, троицкого архимандрита — Кирилла[22].
- Иван Грозный заказал создание Лицевого летописного свода — крупнейшего памятника русской литературы.
- Состоялось несколько набегов войск Крымского ханства, главным образом на рязанские земли[24].
- Пожалованы окольничеством: Бутурлин Дмитрий Андреевич, Вяземский Василий Иванович[25].
- Пожалованы боярством: Черкасский Михаил Петрович (ум. 1572), Яковля Василий Петрович (ум. 1573), Сицкий Василий Андреевич (ум. 1578), Тёмкин-Ростовский Василий Иванович (ум. 1571), Очин-Плещеев Захарий Иванович (ум. 1571)[25].

### Города и поселения
- Деревянная крепость Городенск (сов. Венёв), вместе с Венёвским уездом переходит во владение Мстиславского Ивана Фёдоровича (см. 1572 год)[26].

### Руководители приказов
| Глава     | Приказ          | Ф,И,О главы                     | Примечания |
| --------- | --------------- | ------------------------------- | ---------- |
| 1565-1572 | Большого дворца | Захарьин-Юрьев Никита Романович |            |
|           |                 |                                 |            |
|           |                 |                                 |            |

## Начало правления
См. также: Список глав государств в 1568 году
- 1568—1592 — король Швеции Юхан III[28].
- 1568—1587 — царь Конго Альварес.

## Родились

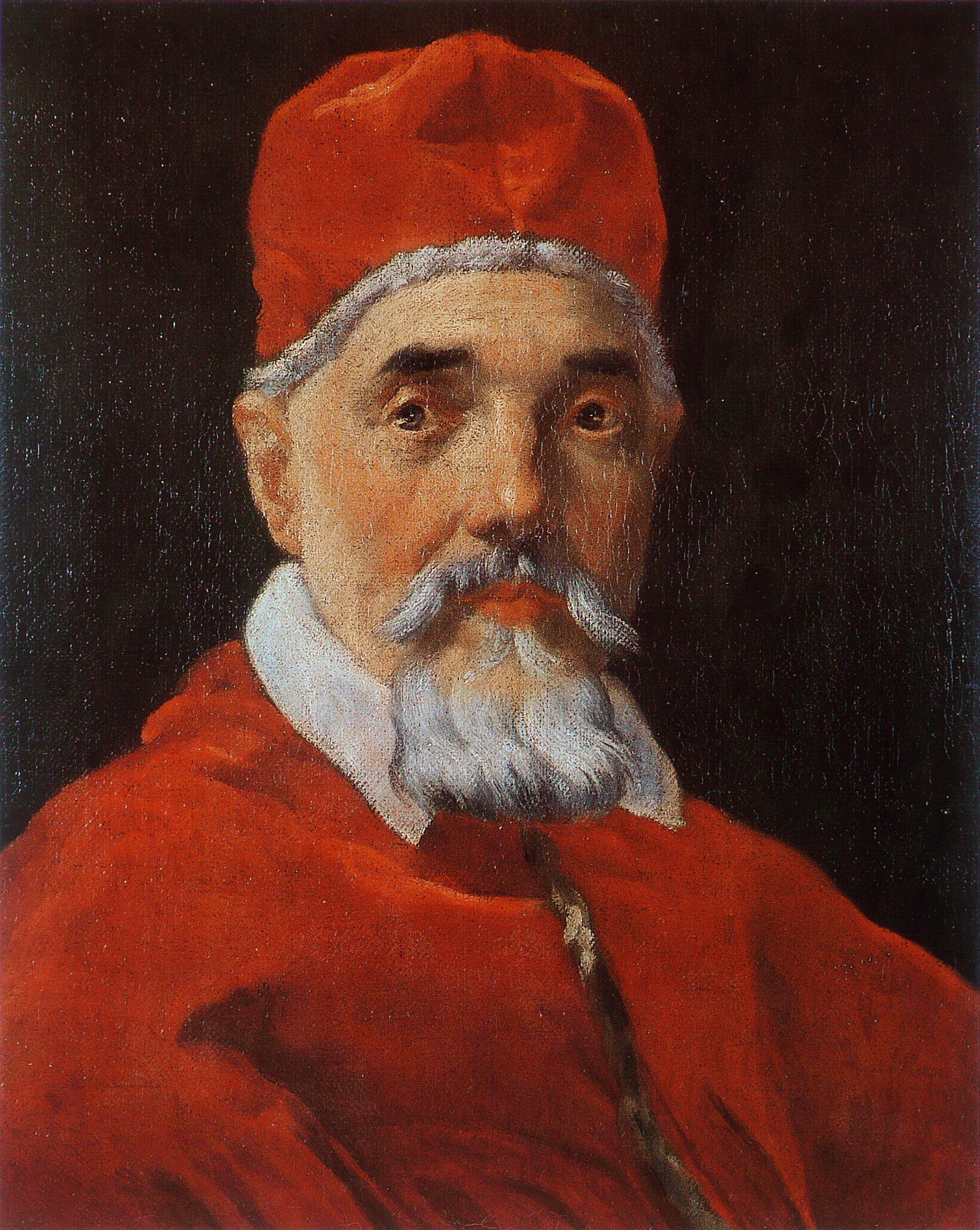
Изображение папы римского Урбана VIII.

См. также: Категория:Родившиеся в 1568 году
- Банкьери, Адриано — итальянский органист, композитор и теоретик музыки.
- Брейгель Старший, Ян — известный южнонидерландский (фламандский) художник и сын Питера Брейгеля Старшего.
- Гонзага, Алоизий — святой Римско-Католической Церкви, монах из монашеского ордена иезуитов, покровитель молодёжи и студентов.
- Густав Шведский — принц, несостоявшийся жених Ксении Годуновой.
- Кампанелла, Томмазо — итальянский философ и писатель, один из первых представителей утопического социализма.
- Мехмед III — 13-й османский султан, преемник Мурада III.
- Урбан VIII — папа римский с 6 августа 1623 по 29 июля 1644.
- Юрфе, Оноре д’ — французский писатель XVII века.

## Скончались

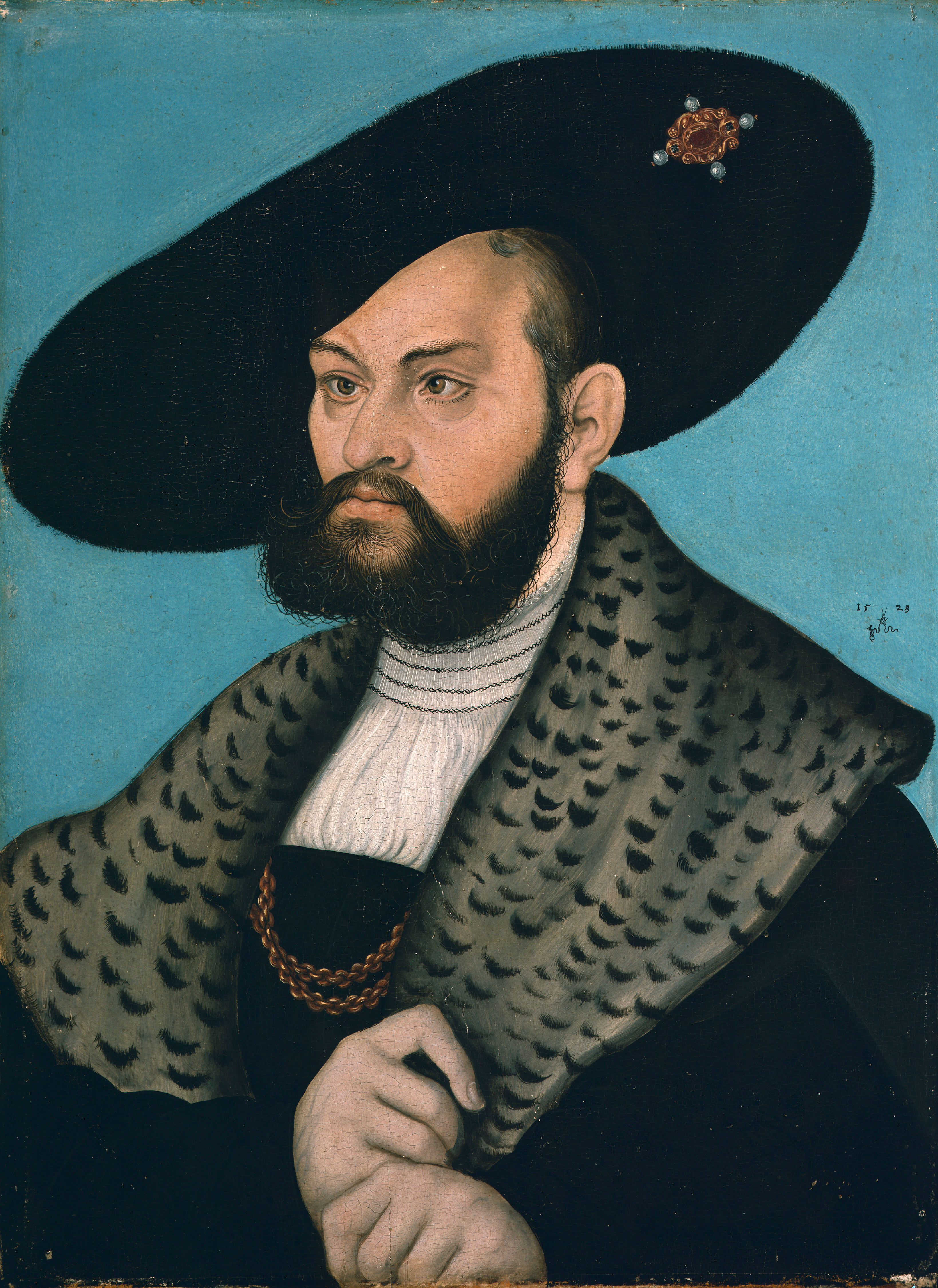
Изображение герцога Пруссии Альбрехта Бранденбург-Ансбахского.

См. также: Категория:Умершие в 1568 году
- 20 марта — в замке Тапиау скончался Альбрехт Гогенцоллерн— последний великий магистр Тевтонского ордена и первый герцог Пруссии.
- 24 июля — Дон Карлос, наследник испанского престола, сын короля Испании Филиппа II и его первой жены Марии Португальской.
- Аркадельт, Якоб — франко-фламандский композитор; работал преимущественно в Италии. Один из основателей традиции итальянского мадригала XVI века.
- Асикага Ёсихидэ — 14-й сёгун сёгуната Муромати.
- Валетт, Жан Паризо де ла — Великий магистр Мальтийского ордена с 21 августа 1557.
- Горн, Филипп де Монморанси — граф Горн, наместник (штатгальтер) Гелдерна, адмирал Фландрии, член государственного совета Нидерландов, развязавший, вместе с графом Эгмонтом, Нидерландскую революцию.
- Грей, Катерина — средняя из сестёр Грей. Её старшей сестрой была «Девятидневная королева» Джейн Грей, младшей — Мария Грей.
- Елизавета Валуа — французская принцесса и королева Испании, третья жена короля Испании Филиппа II.
- Костка, Станислав — святой Римско-Католической Церкви, монах из монашеского ордена иезуитов, покровитель Польши, министрантов.
- Мельци, Франческо — итальянский живописец ломбардской школы, ученик Леонардо да Винчи и его главный творческий наследник.
- София Померанская — принцесса Померанская, королева Дании и Норвегии, герцогиня Шлезвиг-Гольштейн-Готторпская.
- Урданета, Андрес — баскский мореход, открывший «путь Урданеты» — наиболее безопасный тихоокеанский путь от Филиппин в Мексику.
- Эгмонт, Ламораль — испанский военачальник и нидерландский государственный деятель, казнённый накануне начала Нидерландской революции 1568—1648 годов.